# Списак марки вотке
Ово је списак марки вотке.

## Марке вотке

### Белорусија
- Криштал еталон
- Минскаја Кристал

### Канада
- Принц Игор
- Ајсберг вотка

### Финска
- Финландија
- Коскенкорва

### Француска
- Цитадела
- Хипнотик

### Немачка
- Вотка Горбачов

### Исланд
- Елдуријус
- Рејка
- Урсус

### Холандија
- Ефен вотка
- Кетел 1
- Винсент ван Гог вотка

### Литванија
- Литванска
- Собијески
- Ледо
- Гера
- Салијут вотка
- Озон вотка

### Пољска
- Шопен вотка
- Апстинент
- Алпејска
- Арктика
- Балзам кресови
- Балзам поморски

- Батори
- Бијелска
- Болс
- Белведере
- Шопен
- Краковија
- Еманор
- Евро вотка
- Екстра житнија
- Еволуција
- Галоп
- Голдвасер
- Гдањска
- Златна
- Горска Кристал
- Грасовка
- Класична
- Крајова
- Јан III Собијески
- Краковска вотка
- Кракус
- Краљевска
- Крупник
- Лодова
- Лудова
- Макс
- Миленијум
- Мазовија
- Метрополис
- Орла
- Паркова
- Поларна звијезда
- Полонез
- Поморска
- Потоцки
- Потокова
- Президент
- Правда
- Соплица
- Старка
- Таргова
- Вотка 40 чиста
- Зимна

### Русија
- Белуга
- Довгањ
- Златна хорда
- Кубанскаја
- Легенда Кремља
- Љевша
- Московскаја
- Пјатизвјозднаја
- Родник
- Рускиј стандарт
- Сибир
- Смирноф
- Стољичнаја
- Стараја Москва
- Јуриј Долгорукиј
- Золотоје кољцо
- Заваљинка
- Иван Каљита
- Кристаљнаја
- Пшеничнаја
- Прозрачнаја
- Праздничнаја
- Привјет
- Путинка класическаја
- Посољскаја
- Флагман
- Сјеверниј ољен
- Особаја грација
- Запољарје
- Талија
- Вирма
- Шумак
- Шупашкар
- Забитаја водка
- Виват Росија
- Чебоксарскаја
- Рускоје достојаније

### Србија
- Атлантик
- Балтик
- В вотка
- o5 воткa

### Шведска
- Знапс вотка
- Апсолут
- Грипен
- Сведка

### Чиле
- Борис Јељцин
- Еристоф вотка
- Романов вотка

### Украјина
- Хелсинки
- Хорилка
- Немироф

### Уједињено Краљевство
- Краљевска вотка
- Блавод
- Гленс
- Исенсуа
- Владивар

### Сједињене Америчке Државе
- 3 вотка
- Аристократ
- Плави лед (blue ice)
- Кристал пелас (Crystal palace)
- Дубра
- Први хангар (hangar one)
- Мако вотка
- Карков
- Корски
- Попов
- Шејкерз
- Титова вотка ручне производње (Tito's handmade vodka)
- Тетон глечер вотка (Teton glacier vodka)
- Зодијак вотка

### Остале земље
- Аргентина - Вотка Хониг
- Бугарска - Вотка Селект, Флирт, Тарговиште
- Монополова - Аустрија
- Данска - Данска
- Вотка Осо негро - Мексико
- Виља лобос - Мексико, са црвом агаве у флаши
- 42 испод нуле (Нови зеланд)
- Екселент швајцарска вотка - Швајцарска
- Серцова - Грчка
- Бору вотка - Ирска
- Вотка-О - Аустралија